# Ollonborre
Ollonborre (Melolontha melolontha) är en art i skalbaggsfamiljen bladhorningar. Den lever under större delen av sitt liv (cirka fyra år) som larv under jorden. Som skalbagge lever den endast efter förpuppningen i cirka tre till fem veckor. Förr var larven en svår skadegörare då den lever på rötter.

## Utseende
Ollonborrens färger varierar från vitt till brungult med ett brunt huvud. Hanen har stora bladformade antenner. Dess surrande kan bäst beskrivas som helikoptrar på stort avstånd. Längd 20-30 mm.

## Utbredning
Arten förekommer i lövskogsområden i Europa. 

### Förekomst i Sverige
Den förekommer i södra Sverige. Längre norrut ersätts den av den snarlika kastanjeborren. 

## Ekologi
Ollonborrarna svärmar på våren i skymningen. De kan ofta ses när de söker sig till ljus. Honan lägger sedan mellan 80 och 100 ägg som hon begraver 10-20 cm ner i jorden. Äggen kläcks efter 4-6 veckor och larvutvecklingen tar 3-5 år, kortare tid i varmt klimat och längre i kallt. De förpuppas tidigt på hösten och den vuxna skalbaggen kläcks sedan efter 6 veckor. Den förblir på frostfritt djup tills på våren då de kryper upp. Populationen av svärmande ollonborrar varierar cykliskt med cirka 4 år på grund av den långa larvutvecklingen.

## Ollonborren och människan

### Som skadedjur

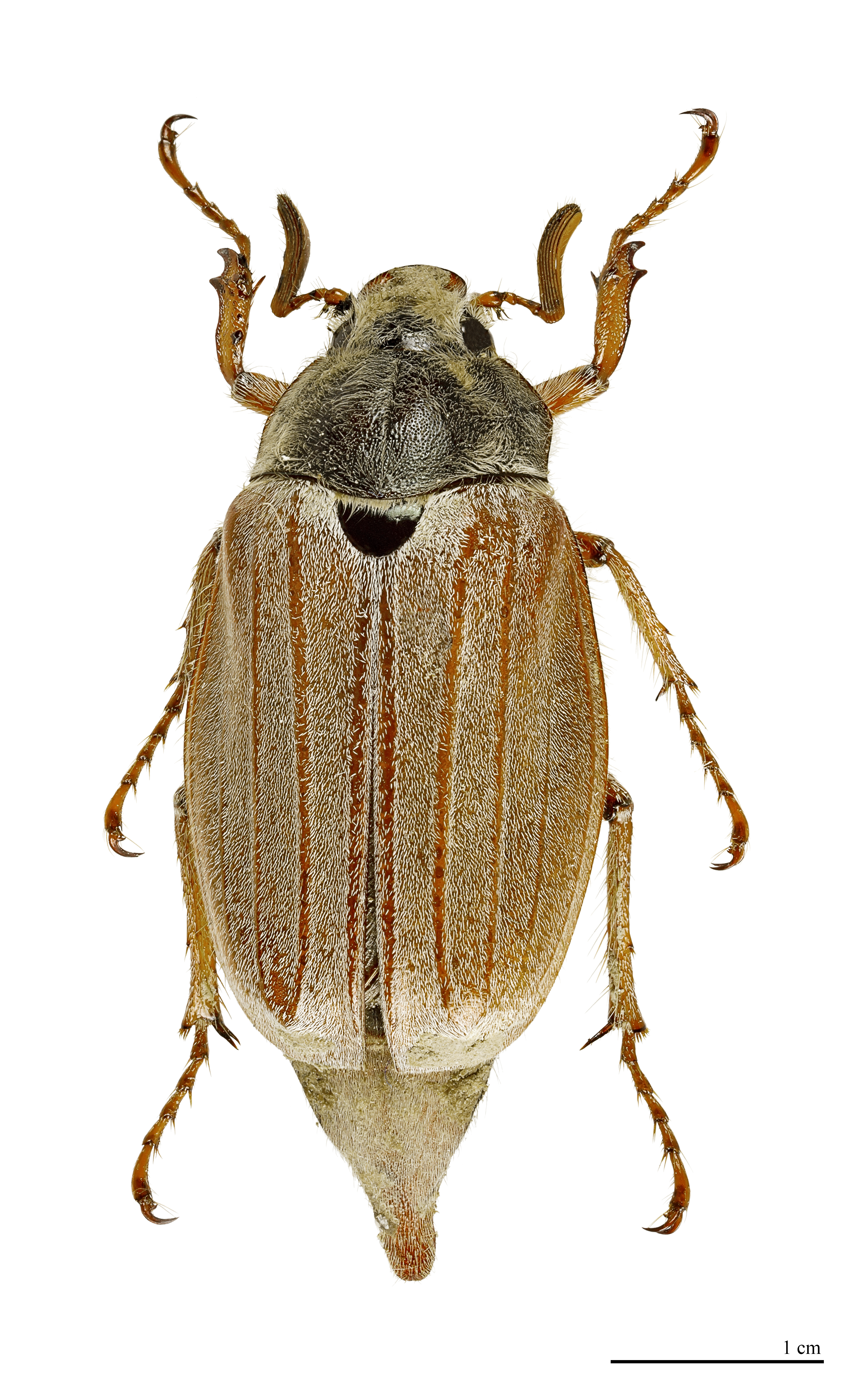
Melolontha melolontha

Vuxna ollonborrar äter blad i lövträd och larverna äter rötter, något som under flera tusen år har vållat stora problem för bönder. Innan bekämpningsmedel kom i bruk bekämpades ollonborrar genom att man plockade vuxna skalbaggar på våren, och detta gjorde man genom att på dagtid, när ollonborren vilade i träden, slå med käppar på trädgrenarna så att ollonborrarna föll ned på marken. Dessa samlades sedan in och dödades genom att hällas i kokande vatten. Kemikaliebekämpning under de mittersta årtiondena av 1900-talet, som mest intensivt på 1970-talet, hotade emellertid skalbaggens existens. Denna typ av bekämpning är i dag passé, då det ej längre finns några godkända medel och numera är ollonborren åter en ganska vanlig syn. Det finns dock biologiska bekämpningsmetoder som är tillåtna, bland annat med hjälp av nematoder.

### Namn
Larven kallades förr fettpölsa.

### I kulturen
Ollonborren förekommer i flera litterära verk, exempelvis i H.C. Andersens saga om Tummelisa där en ollonborre förälskade sig i Tummelisa och enleverade henne. Hon flydde emellertid med en svalas hjälp och sagan fick ett lyckligt slut. Den förekommer också i en dikt av Gabriel Jönsson, där han låter en ollonborre föra ett budskap till en Flicka från Backafall, där det i andra strofen heter:
Vänta mig inte till sommaren, Ellen,

då skall jag ännu ha linjen i Norr,

men när du står invid kyrkan om kvällen

tänk då att jag är en yr ollonborr

som utan lov tar en törn mot din tinning

och medan du med små händerna slår

letar sig ner under bluslivets linning

allt medan månen i malvorna går.
Dikten är senare tonsatt av Gunnar Turesson.
Harry Martinson skrev en dikt med namnet "Ollonborrarna", en dikt som var med i hans populära diktsamling från 1945. Nils Ferlin skrev en dikt med namnet "En ollonborr är varenda fråga".
Ollonborren förekommer även i en tysk barnramsa, känd sedan början av 1800-talet. Barnet fångar en ollonborre (Maikäfer på tyska) och säger följande: 
Maikäfer flieg! Dein Vater ist im Krieg, Deine Mutter ist in Pommerland, Pommerland ist abgebrannt. Maikäfer flieg! vilket ungefär kan översättas till Ollonborre flyg! Din far är i krig, Din mamma är i Pommern, Pommern står i flammor. Ollonborre flyg!, varpå ollonborren får flyga sin kos. En motsvarighet är den svenska ramsan om Maria nyckelpiga.
Förekommer även som uttryck för en person som gick med i partiet NSDAP efter maktövertaget, bara för att själv överleva, och på så sätt överleva genom att vara en del i systemet

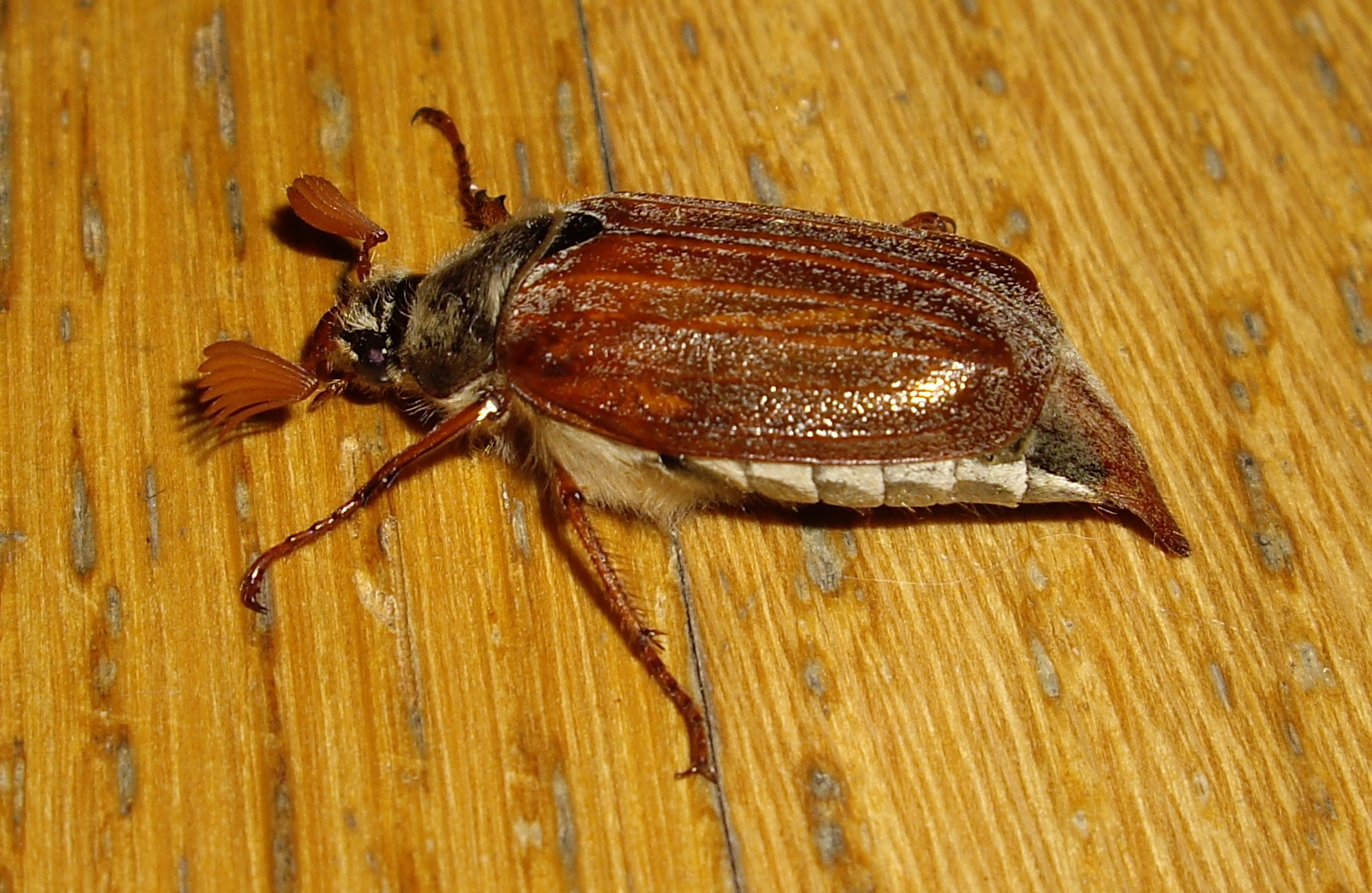
Närbild på en ollonborre inomhus.

Ollonborren är Hallands landskapsinsekt.